# Mecistocephalus lanzai
Mecistocephalus lanzai är en mångfotingart som beskrevs av Matic och Darabantu 1969. Mecistocephalus lanzai ingår i släktet Mecistocephalus och familjen storhuvudjordkrypare.
Artens utbredningsområde är Somalia. Inga underarter finns listade i Catalogue of Life.